# Kemirinoot
De kemirinoot is de vrucht van de boom Aleurites moluccana. De boomsoort is lid van de plantenfamilie Euphorbiaceae. 
De noot wordt gebruikt in de Indonesische en Maleisische keuken. Kemiri wordt weleens verward met de macadamianoot, die er gepeld ongeveer hetzelfde uitziet, maar een geheel andere toepassing kent.
De oorspronkelijke groeiplaats van de boom is onbekend, omdat de boom op zoveel plaatsen wordt gekweekt. De boom groeit overal in de tropen, zowel in de nieuwe als in de oude wereld. De boom wordt 15–25 m hoog en heeft breed gespreide of zelfs hangende takken.
De vrucht is een noot met een diameter van 4–6 cm. De schil is keihard en vrijwel niet met de hand te pellen. Daarom zijn de noten alleen gepeld in de handel te verkrijgen. 

## Keukengebruik

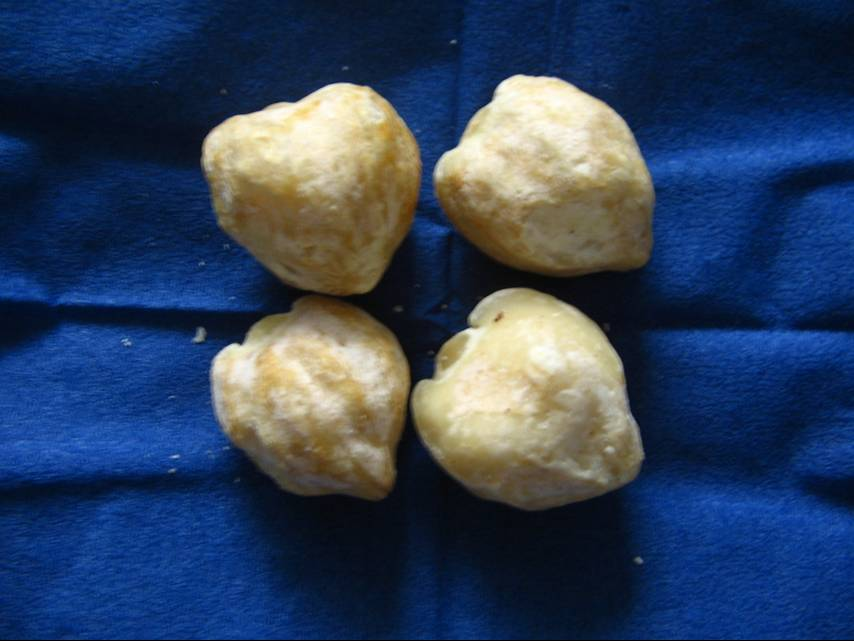
gepelde kemirinoten

De noot kan niet rauw worden gegeten, want deze is licht giftig. De noot bevat o.a. saponine en phorbol. De bast van de boom werd in Indonesië gebruikt tegen dysenterie.
De smaak van kemiri is enigszins bitter. De noot wordt vooral gebruikt om sauzen te binden (dikker te maken). 
Voor het gebruik worden de kemirinoten eerst gepoft, door ze bijvoorbeeld 10 minuten in een warme oven van circa 160 graden te leggen, of door ze even boven een vlam rond te draaien. De noten kunnen echter ook direct in kleine stukjes worden gehakt of in een vijzel worden fijngewreven. Klein gemaakt worden ze tijdens of voor het koken aan een Indonesisch gerecht toegevoegd.
De noten zijn sterk oliehoudend, zodat ze kunnen branden. Daarom worden ze ook wel candlenuts genoemd. De noten worden dan aan elkaar geknoopt. 